# كشو-نادن-آخي

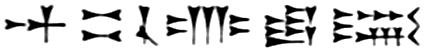
إسمه بالأكدي

كاشو-نادين-آخي أو -آخهي، والذي يعني :"(الإله) الكاشي يُعطي (إخوة)"، كان الملك الثالث والأخير من سلالة سيلاند الثانية في بابل، حوالي 1003-1001 قبل الميلاد. اتسمت فترة حكمه القصيرة التي استمرت ثلاث سنوات بأوقات عصيبة. فقد شهدت البلاد مجاعة شديدة تسببت في توقف تقديم القرابين الغذائية والشربية المنتظمة في معبد إيبابار، أو البيت الأبيض، التابع لشمش في سيبار.
العنصر الثيوفوري المشتق من الكاشي في اسمه هو الإشارة الوحيدة، وإن كانت ضعيفة، إلى السلالة السابقة الكاشية، وقد لا يكون مؤشرًا على أي انتماء فعلي بقدر ما هو محاكاة لطول عمرهم وشرعيتهم المفترضة. كان ابنًا لشخص يُدعى سابايا، وهو شخص غير معروف. تُسجل قائمة الملوك المتزامنة معاصره الآشوري باسم آشور ناصربال الأول، (حوالي 1050 إلى 1031 قبل الميلاد)، ولكن هذا غير صحيح غالباً. اذ تقع فترة حكمه في منتصف فترة حكم آشور رابي الثاني، (حوالي 1013 إلى 972 قبل الميلاد). على الرغم من أن سجلات الأسرة الحاكمة تشير إلى أنه دُفن في قصر، إلا أن اسمه غير محفوظ. لا توجد حاليًا أي نقوش أخرى باقية تشهد على حكمه، باستثناء الإشارة لمشاكله على لوح إله الشمس الخاص بنابو-أبلا-إيدينا ونقش واحد على رأس رمح برونزي من لورستان.